# Het Anker (Wortegem-Petegem)

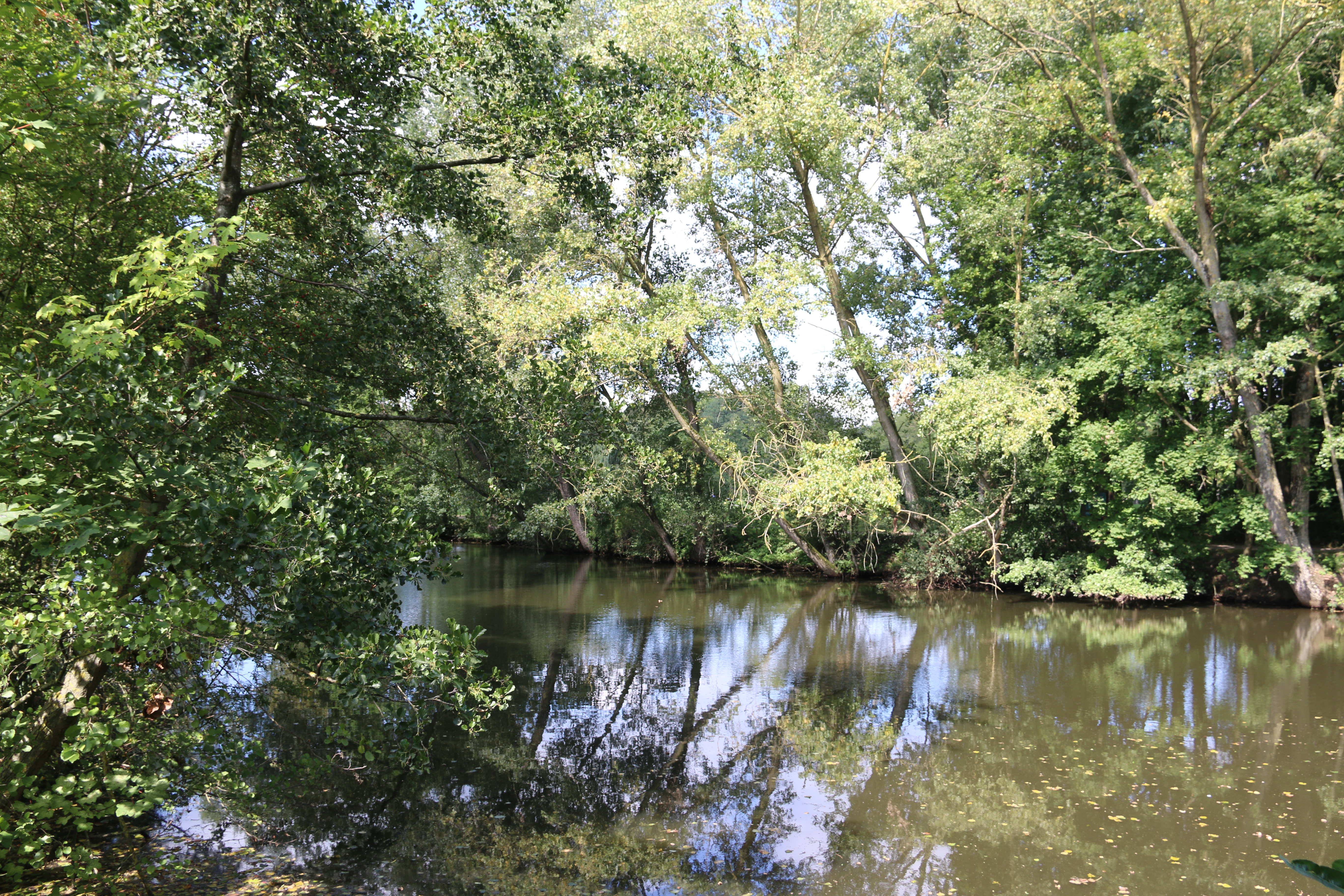
Het Anker

Het Anker is een oude Scheldemeander van 1,5 kilometer in Wortegem-Petegem die wordt beheerd door het Agentschap voor Natuur en Bos. De meander ligt aan het Nieuw Kasteel van Petegem en het Oud Kasteel van Petegem, op het domein van de Royal Golf Club Oudenaarde. De Scheldearm met eromheen begroeiing van wilg, riet en els werd afgesloten in 1976 en sluit aan op natuurgebied de Langemeersen. De bewegwijzerde wandelroute Scheldekantroute loopt langs Het Anker.